# Westclox
La Westclox è stata un'azienda statunitense produttrice di orologi e sveglie.

## Storia

### Gli inizi
La futura Westclox affonda le sue radici nel 5 dicembre 1885 quando il fondatore Charles Stahlberg assieme ad altri investitori provenienti dalla città di Waterbury in Connecticut fondarono la United Clock Company presso la città di Peru in Illinois; L'azienda nacque con l'intenzione di produrre orologi basati su un'innovazione tecnica sviluppata dallo stesso Stahlberg, il brevetto di questa tecnologia avvenne il 22 settembre del 1885 (brevetto US n.326.602), il brevetto prevedeva l'uso di piastre di movimento in lega di piombo modellato con boccole di ottone inserite nei perni degli ingranaggi nel quale anch'essi sono forgiati in lega di piombo.
Poco dopo aver ricevuto il brevetto del 1885, nello stesso anno la United Clock Company andò in bancarotta; Pare che non vi siano orologi sopravvissuti che utilizzino questa tecnologia.

### Rifondazione e Acquisizione

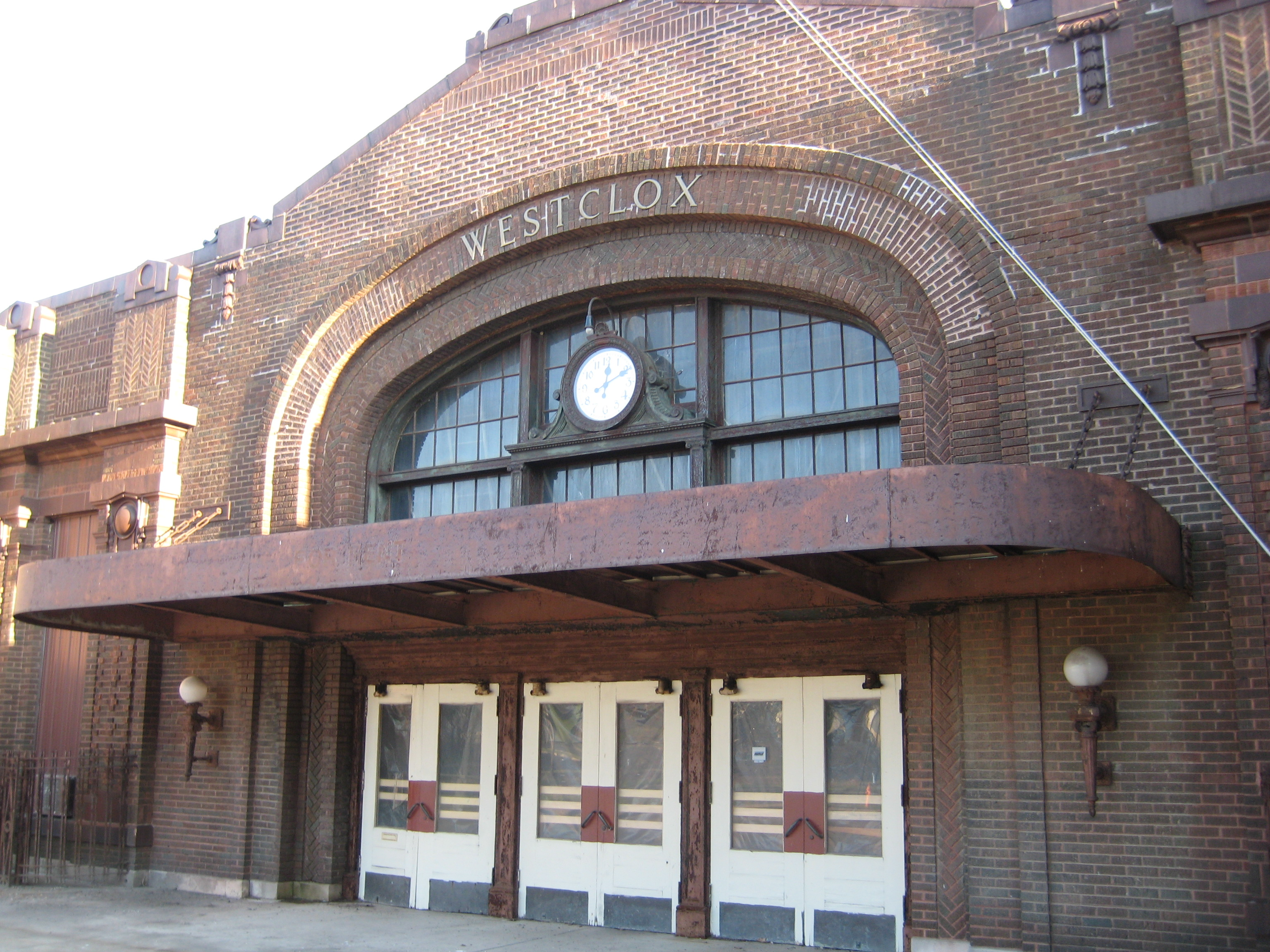
Ingresso principale della fabbrica Westclox, oggi è adibita all'omonimo museo.

Nel 1887, l'azienda si riorganizzò sotto il nuovo nome di Western Clock Company ma successivamente la nuova compagnia fallì, successivamente, F. W. Matthiessen dopo aver preso le redini al comando riorganizzò nuovamente la ditta e nel 1888 cambiò il nome in Western Clock Manufacturing Company.
Nel 1908, la società ottenne il brevetto per fabbricare un nuovo tipo di sveglia denominato poi "Big Ben", data la forma "a campana" il meccanismo sonoro sfruttava la cassa interna dell'orologio, l'anno successivo l'orologio venne immesso nel mercato, nel 1910 il Big Ben divenne la prima sveglia pubblicizzata a livello nazionale, proprio su quest'orologio fece il debutto il futuro nome dell'azienda, esisteva anche una diversa variante del "Big Ben" chiamata appunto "Baby Ben".
Nel 1912 Il nome della compagnia fu abbreviato in Western Clock Company, successivamente il marchio Westclox venne ufficialmente registrato il 18 gennaio del 1916.
Nel 1931 la società si fuse con Seth Thomas Clock Company, entrambe le imprese entrarono nell'orbita della General Time Corporation e nel 1936 la Westclox divenne Westclox Division of General Time Corporation.

### Seconda guerra mondiale
Nel 1938 Westclox fece segnare un altro record, introducendo la sua prima sveglia da viaggio portatile sul mercato. Dal 1942 al 1945 durante la seconda guerra mondiale, la Westclox e le altre consociate della General Time Corporation concentrarono interamente i loro sforzi economici sulla costruzione di strumentazione per l'aviazione ed altri componenti di precisione, allo stesso modo sacrificarono la produzione civile.

### XX secolo
Dopo la guerra, tra il 1948 e il 1958 venne immesso sul mercato l'orologio elettrico di tipo Moonbeam (Raggio di luna): la sua particolarità sta nel fatto che durante la fase sonora a lato è presente una lampadina che si accende ad intermittenza. Nel 2001 venne lanciata una replica costruita in Cina marchiata sia Westclox che Big Ben.
Nel 1959 l'azienda introdusse e brevettò un nuovo tipo di orologio elettrico chiamato appunto "drowse", al contrario delle sveglie dell'epoca esso funzionava con la corrente elettrica e possedeva la funzione di snooze, l'operatore poteva scegliere tra un intervallo di 5 o 10 minuti di pausa.
Nel 1968 la Talley Industries acquisì la General Time.
Nel 1972 la Westclox introdusse sul mercato il suo primo orologio al quarzo.
Nel 1988 la direzione della Talley Industries comprò il marchio Westclox dalla General Time, e nel 2001 la stessa General Time dichiarò bancarotta. Nello stesso anno, la Salton Inc acquistò i marchi "Westclox" e "Big Ben" dalla Talley Industries.
Nell'ottobre del 2007 la Salton vendette alla NYL Holdings LLC l'attività relativa ai prodotti marchiati Westclox (tra cui le sottomarche Big Ben e Baby Ben) ed Ingraham.

## L'incendio

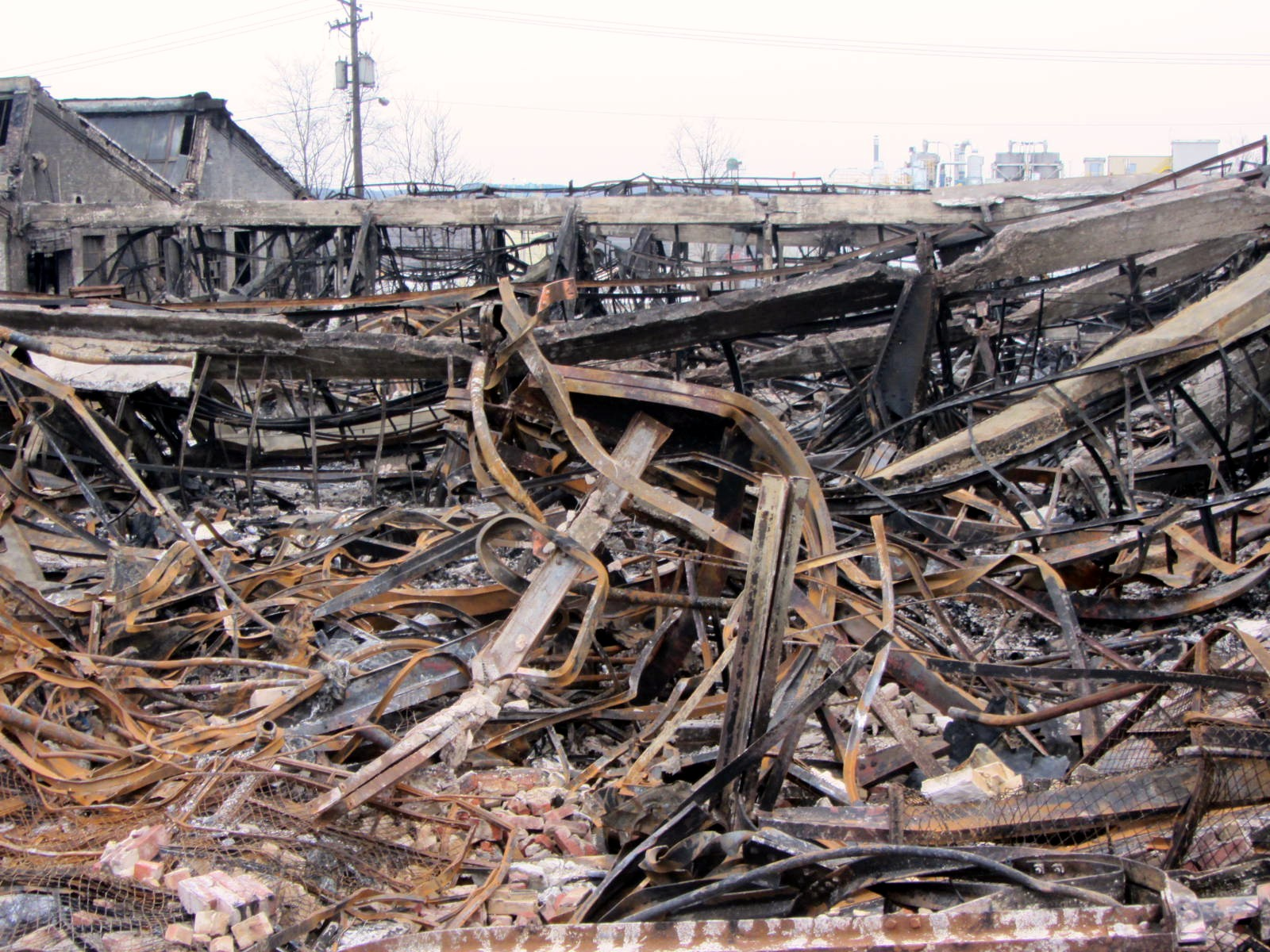
Macerie dell' ex impianto produttivo dopo l'incendio del 2012.

All'alba del 1º gennaio 2012 è scoppiato un incendio presso il complesso di Westclox nel comune del Peru in Illinois che ha provocato il crollo di circa il 50% della struttura. I responsabili dell'accaduto furono due adolescenti successivamente arrestati con l'accusa di incendio doloso aggravato. L'incendio ha richiesto l'intervento simultaneo dei vigili del fuoco e della polizia di 20 comuni circostanti; il pompiere del dipartimento di LaSalle Steve Smith ha subito un infortunio alla gamba per via di un incidente alla giunta metallica della manichetta.